# 明鬼
明鬼，是墨家思想之一。墨子相信鬼神的存在，還提出了大量經典去佐證鬼神的存在。他勸人信鬼，並借鬼神的賞善罰惡去勸人行善，且認為祭祀活動可聯繫人民的感情。

## 思想背景
墨子認為，在從前三代聖王駕崩後，天下就失去了是非標準，諸侯亦互相攻伐，君臣之間不存在忠誠和尊敬，父子兄弟之間亦不存在孝、悌、慈、愛，長官和平民亦不事生產，不理政治。天下大亂，長幼無序。墨子認為以上種種均百姓不信鬼神，不事鬼神。
現在人們都認為，鬼神不存在。墨子認為此是妖言惑眾，導致天下人都懷疑鬼神，結果天下大亂，因此勸喻國君對此思想加以明察。他於是提出方法，驗證有沒有人聽到過、見到過鬼神。

## 周宣王與杜伯
為了驗證鬼神的存在，墨子開始引經據典，他先引出周宣王與杜伯的故事。有一天周宣王殺了他的無罪之臣杜伯，杜伯臨終前說了一句：「我的君主把我無辜殺掉，要是人死後無知就算了，但若死後有知，不出三年我必定會讓我君主知道。」三年後，周宣王會合諸侯打獵，有數千侍從，觀眾亦遍滿田野。中午時分，杜伯乘著素色白馬，穿著紅衣紅帽，拿著紅弓紅箭從車上射殺周宣王。那時候整個周朝上下的人都見到，並將這事情記載於史書《春秋》上，並以此教誡世人：「若把無辜的人殺害，會招致橫禍。」從這書的說法來看，鬼神實有。

## 鄭穆公遇句芒
從前，鄭穆公在白天的廟中，見有一神人從左進門，該人鳥身，穿著白衣，長著正方形的臉，嚇得鄭穆公慌忙而逃。該神隨即告訴鄭穆公：「別怕，上帝看見你的明德，現派我來賜你十九年的壽命，並使你的國家繁榮昌盛，子孫興旺，請不要忘記你的德行。」後來鄭穆公立刻叩拜，並詢問該神名字，該神即回應：「我就是句芒。」

## 論祭祀的重要性
墨子認為，古今的鬼，沒有別的，無非是天鬼、山水鬼神，也有人死後變成鬼。現在也有兒子比父親先死，兄長比弟弟先死的情況。雖然如此，但天下人都說「先生的先死」，按照這說法接受祭祀的不是父親就是母親，不是兄長就是嫂子。那麼把他們祭祀也無妨。而且，若真有鬼他們就能得到飲食，若無鬼也只是花費了一筆錢財辦酒宴，而且可以團結鄉親的關係。

## 重申鬼神之重要性
最後，墨子強調如果想天下興利，應當相信鬼神的存在，亦應當尊重祂們，並且向世人強調相信鬼神的重要性。